# Shaman (musikgrupp)
Shaman är ett folk metal-band från Finland som grundades av Jonne Järvelä år 1993 i Lahtis som Shamaani Duo. År 1997 byte de namn till Shaman och 2003 bytte de namn till Korpiklaani.

## Medlemmar
Senaste medlemmar
- Jonne Järvelä – sång, gitarr, slagverk (1997–2001, 2002–2003)
- Janne G'thaur (Janne Leinonen) – basgitarr (?–2003)
- Nalle Österman – trummor (?–2003)
- Juha Takkunen – gitarr (?–2003)
- Toni Näykki – gitarr (?–2003)
- Veera Muhli – keyboard (?–2003)
- Hosse Latvala – slagverk (?–2003)

Tidigare medlemmar
- Ilkka Kilpeläinen – basgitarr, bakgrundssång
- Juke Eräkangas – trummor, keyboard, bakgrundssång
- Tero Piirainen – gitarr, keyboard, bakgrundssång

Turnerande medlemmar
- Samu Ruotsalainen – trummor
- Roope Latvala – gitarr
- Henri Sorvali – keyboard

## Diskografi
Studioalbum
- 1999 – Idja
- 2002 – Shamániac

Singlar
- 1998 – "Oðða máilbmi"